# Mark Wright
 Ikke at forveksle med Marc Wright.
Mark Wright (født 1. august 1963 i Dorchester, England) er en tidligere engelskfodboldspiller og nuværende træner, der spillede som midterforsvarer. Han var på klubplan tilknyttet Oxford United, Southampton, Derby County og Liverpool. Med Liverpool vandt han i 1992 FA Cuppen.
Wright blev desuden noteret for 45 kampe og én scoring for Englands landshold. Han repræsenterede sit land ved både EM i 1988, VM i 1990 og EM i 1992.
Efter at have indstillet sin aktive karriere har Wright forsøgt sig som træner i flere mindre engelske klubber, blandt andet Peterborough United.

## Titler
FA Cup
- 1992 med Liverpool F.C.